# Povreda uretera
Povreda uretera ili mokraćovoda je posebna i jako retka grupa povreda ovog parnog cevastog organ, koji sprovodi definitivno uobličenu mokraću iz bubrega u mokraćnu bešiku.

## Epidemiologija
Mali promer i topografski odnosi uretera sa ostalim trbušnim organima štiti ga od zadesnog povređivanja. I dok su vrlo retke povrede uretera izazvane vatrenim ili hladnim oružjem, one su češće tupe, a najčašće jetrogene.
U ukupnogm broju povreda uretera učestvuju sledeći oblici:
Jatrogene povrede
Ova vrsta povreda je najčešće, i na njih otpada 75% svih povreda uretera. Njihova incidencija u svim jatrogenim povredama je od 0,05% do 30%, na šta utiču iskustvo Hirurgija i proceduralne poteškoće tokom medicinskih procedura.
Tupe povrede
Na ove povrede otpada 18% povreda uretera. Obično se javljaju kod dece zbog brzog usporavanja (pada sa visine ili saobraćajnog udeja), što uzrokuje preteranu hiperekstenziju mokraćovoda i njegovog mehaničkog čekanja.
Penetrantne povrede
One su najređe i na njih otpada samo 7% povreda uretera.Skoro uvek povezane su sa višestrukim povredama intraabdominalnih organa (npr tankog i debelog creva, jetre i krvnih sudova trbuha).
Najčešća lokacija povrede uretera je donja trećina mokraćovoda, u 74% slučajeva.

## Klinička slika
Simptomi i znaci povrede uretera, kao što su groznica, temperetura, leukocitoza i lokalni peritonealni nadražaj, najčešće su maskirani simtomima koji prate povrede drugih organa.
Jatrogena povreda uretera
Najčešća forma jatrogene povrede uretera je ona izazvana instrumentima. U skoro 90% one nastaju, u toku hirurških, ginekološko-akušerskih i endoskopskih intervencija. Najčešće se dešavaju kod radikalnih histerektomija, karličnih operacija ili forsiranih porođaja forcepsom. Zahvati koji se izvode primenom rigidnog ili fleksibilnog ureteroskopa, kao i perkutane intervence na bubregu i ureteru, doprinose znatnom povećanju broja jatrogenih lezija na ureteru.
Simptomi povreda ureter izazvani neadekvatnom kateterizacijom ili upotrebom instrumenata su:
- Bol (100%)
- Uretroragija (86%).

Jatrogene povrede ne treba uvek mešati sa nesavesnim lečenjem, koje je posledica grube nepažnje, a takvih situacija je malo, i one bez sumnje, prouzrokuje ozbiljno pogoršanje zdravstvenog stanja pacijenata. Zato bi nesavesnim lečenje nastala povreda uretera, trebalo da bude predmet krivične ili etičke odgovornosti. Međutim, u kontekstu mnogobrojnih sistemskih, društvenih i socijalnih faktora, njihova evaluacija je često vrlo nezahvalna.

## Dijagnoza
Dijagnoza se postavlja na osnovu anamneze, kliničke slike, objektivnog pregleda, retrogradnog kontrastnog snimka.
Anamnestički na mogućnost tupe povrede uretera treba posumnjati kod svih povreda trbuha posebno kod nesreća koje uključuju mehanizme hiperekstenzije ili usporavanja, npr. saobraćajni udes ili pad sa visine.
Nedostatak hematurije je nepouzdan znak koji ne isključi povredu. Dok bilo koji stepen hematurije, nakon trauma, treba da podstakne dalje snimanje ili istraživanje njenog uzroka.
Nežna osetljivost/ekhimoza trebala bi da podstakne lekara na dalja istraživanja eventualne povrede uretera.
Osnov za postavljanje dijagnoze je nalaz ekstravazacije radiološkog kontrasta, tako da se dijagnoza najčešće postavlja intravenskom pijelografijiom (IVP) i kompjuterizovanom tomografijom (CT). Ukoliko se CT-om postavlja dijagnozu, treba uraditi IVP ili retrogradnu pielografiju.

## Skala gradiranja ozbiljnosti povreda uretera
| Gradus | Opis                                        |
| ------ | ------------------------------------------- |
| 1      | Samo hematom                                |
| 2      | Laceracija < 50% cirkumference              |
| 3      | Laceracija > 50% cirkumference              |
| 4      | Kompletni prekid sa < 2cm devaskularizacije |
| 5      | Kompletni prekid sa > 2cm devaskularizacije |

## Terapija
Minimalne povrede se mogu tretirati ureteralnim stentom ili plasiranjem nefrostome.
Povrede uretera, kao komplikacije, vaskularnog „graft“ su kontroverzne: najbolje je spasiti bubreg preciznom reparacijom uretera dok starija literatura predlaže imedijatnu nefrektomiju. 
Kod kompletnih povreda tip rekonstrukcije zavisi od prirode i lokacije povrede: 
1. Gornja trećina — uretero-ureterostomija 
2. Srednja trećina — uretero-ureterostomija ili Boari flap i reimplantacija 
3. Donja trećina — direktna reimplantacija ili „psoas hitch“ ili „Blandy“ cistoplastica 
4. Kompletan gubitak uretera — ilealna interpozicija ili autotransplantacija (obe u odloženom vremenu). Prvo je potrebno učiniti kontrolu oštećenja: podvezivanje uretera, plasiranje perkutane nefrostomije
Jatrogene povrede uretera se najuspješne zbrinjavaju ako se blagovremeno primete. Njih treba neposredno rekonstruisati primarnim šavom u trbušnom delu uretera. 
U cilju zbrinjavanja veće povrede lumbalnog segmenta uretera upotrebljava se režanj peluma. Defekt na pelvičnom ureteru se premoštava ureterocistoneostomijom po Boariju ili nekom od mogućih metoda reimplantacijijom uretera u bešiku.

## Literatura
- Azimuddin K, Milanesa D, Ivantury R, Porter J, Ehrenpreis M, Allman DB (1998). „Penetrating ureteric injuries”. Injury. 29 (5): 363—367. PMID 9813680. doi:10.1016/S0020-1383(98)00052-7.; 29: 363 3
- Brandes, S. B.; Chelsky, M. J.; Buckman, R. F.; Hanno, P. M. (1994). „Ureteral injuries from penetrating trauma”. J Trauma. 36 (6): 766—769. PMID 8014995. doi:10.1097/00005373-199406000-00002.; 36: 766
- Bright, T. C.; Peters, P. C. (1977). „Ureteral injuries due to external violence: 10 years experience with 59 cases”. J Trauma. 17 (8): 616—620. PMID 875100. doi:10.1097/00005373-197708000-00008.: 616–20 5
- Campbell, E. W.; Filderman, P. S.; Jacobs, S. C. (1992). „Ureteral injury due to blunt and penetrating trauma”. Urology. 40 (3): 216—220. PMID 1523743. doi:10.1016/0090-4295(92)90477-E.; 40: 216 6
- Cass, A. S. (1984). „Ureteral contusion with gunshot wounds”. J Trauma. 24 (1): 59—60. PMID 6694226. doi:10.1097/00005373-198401000-00009.;
- Digiacomo, J. C.; Frankel, H; Rotondo, M. F.; Schwab, C. W.; Shaftan, G. W. (2001). „Preoperative radiographic staging for ureteral injuries is not warranted in patients undergoing celiotomy for trauma”. Am Surg. 67 (10): 969—973. PMID 11603555. doi:10.1177/000313480106701012.;
- Eickenberg, H. U.; Amin, M. (1976). „Gunshot wounds to the ureter”. J Trauma. 16 (7): 562—565. PMID 948099. doi:10.1097/00005373-197607000-00008.: 562–5
- Evans, R. A.; Smith, J. V. (1976). „Violent injuries to the upper ureter”. J Trauma. 16 (7): 558—561. PMID 948098. doi:10.1097/00005373-197607000-00007.

## Spoljašnje veze
- Diagnosis and management of ureteric injury: an evidence-based analysis (језик: енглески)

|  | Molimo Vas, obratite pažnju na važno upozorenje u vezi sa temama iz oblasti medicine (zdravlja). |